# Гварамія Ніколоз Анзорійович
Ніколоз (Ніка) Гварамія (груз. ნიკოლოზ (ნიკა) გვარამია; род. 29 червня 1976, Сухумі) — грузинський юрист та політичний діяч, екс-генеральний директор телеканалу «Руставі 2». Колишній міністр юстиції, а також науки та освіти Грузії, член клубу «Що? Де? Коли?».

## Біографія
1998 року закінчив юридичний факультет Тбіліського державного університету. У 2000—2003 роках Гварамія працював в адвокатській конторі «ТОВ Надійний» (вантаж. შპს სანდო). У 2004 році працював у Телас.
У ході парламентських виборів 2003 став членом парламенту. У 2004—2007 роках працював у парламенті як член «Єдиного національного руху». 2007 року його призначили заступником генерального прокурора Грузії. 24 січня 2008 року Гварамія став кандидатом у міністри юстиції, а 31 січня цього року офіційно обійняв цю посаду. 27 жовтня того ж року став міністром науки та освіти, але добровільно залишив посаду 27 жовтня 2009 року; його замінив Дмитро Шашкін. За заявою прем'єр-міністра, Гварамія захотів продовжити навчання, через що склав із себе повноваження.
Є хрещеним сином колишнього президента Грузії Міхеіла Саакашвілі.
14 листопада 2012 року за рішенням засновників «Руставі 2» обійняв посаду генерального директора телеканалу. 19 грудня 2012 року Гварамію було заарештовано, за заявою міністерства фінансів, — через підозру в корупції, проте довести його провину не змогли і звільнили.
7 січня 2017 року в Тбілісі в ресторані The Dining Room на вулиці Паліашвілі на Гварамію напали невідомі під час його зустрічі з друзями. МВС Грузії за цим фактом провело допит гендиректора та очевидців.
18 липня 2019 року звільнений з посади генерального директора «Руставі 2».
16 травня 2022 року суд в Тбілісі визнав власника телекомпанії «Мтаварі» Ніку Гварамія винним у незаконному придбанні дорогого автомобіля під час перебування гендиректором телеканалу «Руставі 2».